# Odontocolon ochropus
Odontocolon ochropus là một loài tò vò trong họ Ichneumonidae.